# لغات الجزائر

خريطة لغوية للشمال الشرقي تبين انتشار اللهجات الأمازيغية.

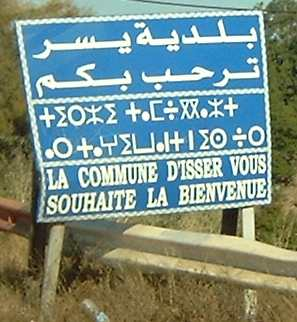
لافتة ترحيب مكتوبة بثلاث لغات ،العربية ،القبائلية (أبجدية تيفيناغ) والفرنسية، في بلدية يسر.

تعد اللغة العربية واللغة الأمازيغية هي اللغة الرسمية في الجزائر منذ دستور 1963.
. العربية والأمازيغية ينطقها حوالي 99% من الجزائريين . أما اللغة الفرنسية فهي تُستخدم على نطاق واسع في الدولة الجزائرية، كالمجالات الثقافية و الإعلام والتعليم في الجامعات، وذلك على خلفية الاستعمار الفرنسي للجزائر. فالفرنسية تعد لغة شبه رسمية في الجزائر رغم عدم وجود ذكر لها في أي من المناشير الرسمية للدولة.
حسب آراء الباحثين «إن اللغة التي يتم التحدث بها في البيت والشارع هي خليط بين اللهجة الجزائرية والكلمات الفرنسية. «فإن الحالة اللغوية في الجزائر مرتبطة بسياقات ومراكز اجتماعية كثيرة نتيجة لتعدد اللغات والصعوبة التي تتضمنها».

## اللغات المستخدمة حاليا

### اللغة العربية
كباقي الدول العربية ليس هناك من يتكلم العربية الفصحى في الشارع الجزائري إلا في الإعلام كالصحافة والتلفزيون أو في التعليم كالجامعات والمدارس القرآنية والمساجد أو هيئات الدولة كالدبلوماسية أو في الاقتصاد كالكتابة على السلع والمراسلات الرسمية. وهي مدرجة في البرنامج التعليمي من السنة الأولى دراسي.
يتحدث اللهجات العربية المختلفة حوالى 72% من مجموع سكان الجزائر. ويفهم أغلبية السكان بنسب متفاوتة العربية الفصحى.
وفي الجزائر، فإن اللغة العربية المستخدمة في التحدث تختلف كثيرا عن تلك المستخدمة في الكتابة. ومجموعة مفردات متغيرة بشكل كبير. وتتضمن في داخلها اختلافات هامة، فاللهجة الجيجلية، على وجه الخصوص، جديرة بالملاحظة حيث يتم استبدال نطق حرف «القاف» بحرف (ك)، بالإضافة إلى كثرة الكلمات المستعارة من اللغة الأمازيغية، كما تظهر اللهجات الساحلية التأثير الذي وقع عليها من اللهجة الأندلسية القادمة مع اللاجئين من الأندلس. وتعتبر اللهجة الجزائرية جزء من مجموعة اللهجات المغاربية. وفي الصحراء الكبرى يتم التحدث بالكثير من اللهجات البدوية القديمة التي تندرج تحت اسم اللهجة الصحراوية، إلى جانب استخدام بعض اللاجئين الصحراويين في مدينة تندوف للهجة الحسانية.
و قد استخدم معظم اليهود في الجزائر لهجات عربية خاصة بهم مجمعة تحت اسم «العربية اليهودية».
و بعد استقلال الجزائر عام 1962 كانت العربية تدرس فقط المدارس القر’نيو والزوايا أو المدارس التي كانت تديرها جمعية العلماء المسلمين وهي قليلة
قررت الحكومة الجديدة تحت رئاسة أحمد بن بلة بتعميم تدريس اللغة العربية في المدارس الحكومية ومحاولة الرفع من مستوى اللغة العربية فاستعانت بمعلمين من المشرق العربي خصوصا مصر وسوريا.
ولكن يقول مارتن ريج كوهين الكاتب في صحيفة «تورنتو ستار» أن معظم المعلمين لم يكونوا مؤهلين. وفي عام 1963 كان عدد من يستطيعون قراءة اللغة العربية يقدر ب 300.000 من أصل 1.300.000 متعلم. ويشير محمد بن رباح مؤلف كتاب «بقاء اللغات وانتشارها: اللغة الفرنسية في الجزائر» إلى أن خلال ذلك العام «كانت الكفاءة اللغوية في اللغة العربية الفصيحة ضعيفة». وتضيف مليكة الرباعي معامري «بالرغم حلول عام 2009 إلا أنه لا يوجد إتقان للغة العربية حتى في المراحل التعليمية المتقدمة» وأن «اللهجات العربية لا يمكنها إبراز الأفكار في الكتابة».
ومع حلول عام 2012 بقيت أجيال الإستعمار الفرنسي لا تتقن اللغة العربية.
بالرغم من توفير الدولة لدورات تعليمية وفتح أقسام لمحو الأمية

### اللغة الأمازيغية

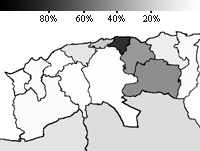
نسبة المتحدثين بالأمازيغية في كل إقليم عام 1966

يتكلم قسم من الجزائريين اللغة الأمازيغية بشتى لهجاتها في العديد من مناطق البلاد وهي تتمركز بشكل ملحوظ في منطقة القبائل وجبال الأوراس كما يستخدمها الطوارق (أمازيغ الصحراء) في الصحراء الكبرى. وكانت تستخدم اللغة الأمازيغية في عموم الجزائر حتى قدوم الفينيقيون، حيث شهدت تلك المرحلة استخدام كتابة التيفيناغ. وعلى الرغم من انتشار البونيقية واللاتينية والعربية فيما بعد إلا أن اللغة الأمازيغية ظلت اللغة الأساسية للجزائريين حتى هجرات بنو هلال في القرن الحادي عشر.
و يتحدث الجزائريون واحدة من لهجات اللغة الأمازيغية، حاليا اللغة العربية هي اللغة الرسمية للجزائر مع تكريس اللغة الأمازيغية لغة قومية في التعديل الدستوري الإخير.
و تتضمن اللغة/اللهجة الأمازيغية المستخدمة في الجزائر الآتي:

#### في الشمال
- اللهجة القبائلية: ويتحدث بها 4 ملايين شخص معظمهم في منطقة القبائل والمناطق المحيطة بها وذلك لهجرة القبائليين خارج منطقة القبائل للجزائر وأوروبا والذين يقدر عددهم ب 8 ملايين شخص.[10]
- الشاوية: يتحدث بها 4 ملايين شخص في جبال الأوراس.[11]
- الشناوية: يتحدث بها 56.300 شخص في منطقة الظهرة خصوصا في جبل شنوة في غرب الجزائر فقط بالقرب من ولاية تيبازة بالإضافة إلى مدينة شرشال ومدينة الشلف وتشبها لهجة بني مناصر المستخدمة في غرب وجنوب منطقة جبل شنوة ويتحدث بها 55.250 شخص، ولذلك تعامل اللغتين كلهجة واحدة.[12]
- أمازيغية البليدة: وتستخدم في ولاية البليدة.
- لهجة مطماطة: وتستخدم في بعض قرى منطقة الونشريس.

في أقصى الشمال الغربي
بني سنوس وبني سعيد هما لهجتا اللغة الأمازيغية المستخدمتان في قرى مختلفة في مدينة تلمسان.

#### في الصحراء الكبرى
- لهجة تومزابت: وتستخدم في منطقة مزاب.
- لهجة توات وجورارا (و يطلق عليها موقع إثنولوج اسم«تزناتيت» ولكن هذا الاسم يستخدم للدلالة على معظم لهجات قبيلة زناتة).
- لهجة بلدية تقرت وبلدية تماسين.
- اللهجة الطوارقية للمتواجدون بجبال الهقار.

### اللغة الفرنسية

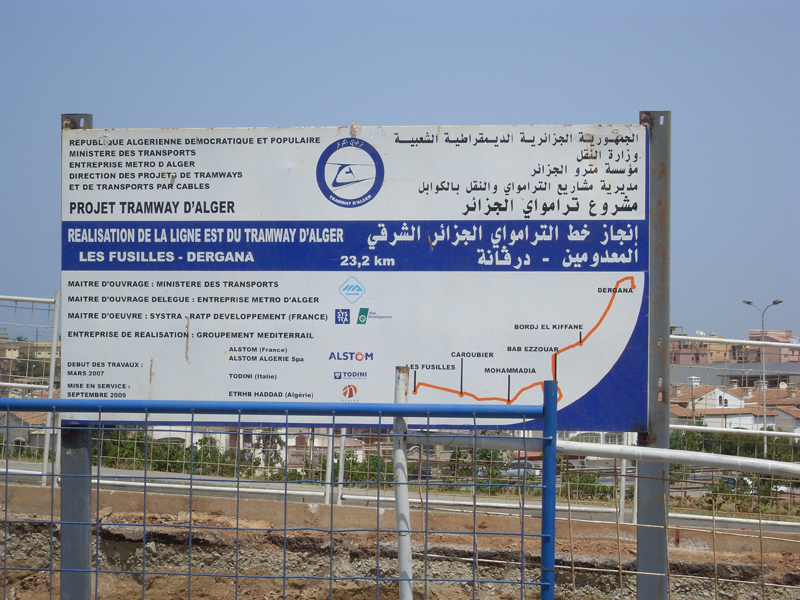
لافتة مكتوبة باللغتين العربية والفرنسية

اللغة الفرنسية هي لغة التواصل المشترك في الجزائر وهي جزء من المناهج التعليمية المتقدمة، كما أنها مستخدمة بشكل كبير (يجيد كل جزائري تمدرس في المدارس الحكومية ووصل للثانوية القراءة والكتابة باللغة الفرنسية، والباقي يتحدثها ويفهمها على العموم). وتشير تقديرات إثنولوج أن 111.000 شخص يتحدث بالفرنسية كلغتهم الأصلية معظمهم من الأوروبيين الذين سكنوا أو ولدوا في المغرب العربي عموما وفي الجزائر خصوصا إبان الاستعمار الفرنسى (الأقدام السوداء)، أو ممن تربوا في كنف المتحدثين بالفرنسية. ويتميز ثلثي الجزائريين بأن بعضهم على دراية عالية باللغة الفرنسية ونصفهم يستخدمها كلغة ثانية. وتستخدم اللغة الفرنسية بشكل كبير في الإعلام والتجارة، كما تستخدم يوميا على نطاق واسع في المدن الكبيرة بشكل مزدوج مع اللهجة الجزائرية للغة العربية (إزدواجية لغوية).
و تقول مليكة الرباعي معامري مؤلفة كتاب (متلازمة اللغة الفرنسة في الجزائر) أن «اللغة الفرنسية ما زالت اللغة المسيطرة على الأعمال والدوائر المهنية» وأن«من المذهل استمرار وجود تخصصات معينة في التعليم الرسمي والأبحاث تتم باللغة الفرنسية، بالإضافة إلى هيمنة اللغة الفرنسية على قطاع اقتصادي كبير وقطاعات الصناعة والصحافة».
و تعتبر اللغة الفرنسية هي اللغة الأجنبية الأكثر دراسة في الدولة، ويستطيع أغلب الجزائريين فهمها والتحدث بها على الرغم من عدم استخدمها عادة في الحديث اليومى. ومنذ اعلان استقلال الجزائر تحاول الحكومة اتباع سياسة تعريب التعليم ; المراكز الحكومية ما جعل أنصار الأمازيغية يطالبون بإدراجها في الإستعمالات الرسمية مثلها مثل العربية. تأثرت اللغة الفرنسية في الجزائر بعد سياسة التعريب وأشعلت صراعات ثقافية بن الجزائريين.
تظل جميع المقررات العلمية والتجارية الجامعية تدرس باللغة الفرنسية.
و في أوائل التسعينيات، وبعد جدال عنيف حول استبدال اللغة الفرنسية بالإنجليزية في النظام التعليمي، بدأت المدارس في دمج اللغة الإنجليزية والأمازيغية مؤخرا في المناهج ليتعلمها الطفل مبكرا مع بداية تعلمه كيفية الكتابة باللغة العربية. مع أن الفرنسية كانت تعلم بداية من العام الأول للمرحلة التعليمية المتوسطة.
و لم تنضم الجزائر للمنظمة الدولية للفرانكوفونية، أو المنظمة الدولية للدول المتحدثة بالفرنسية.

#### تاريخ اللغة الفرنسية في الجزائر
يقول محمد بن رباح مؤلف كتاب (بقاء اللغات وانتشارها: اللغة الفرنسية في الجزائر) أن «موقف الجزائريين نحو اللغة الفرنسية هو موقف معقد وذلك بسبب التاريخ الحديث».
وعلى حد قول ابن رابح قفد مثلت اللغة الفرنسية أثناء فترة الإستعمار الفرنسى التي امتدت من عام 1830 إلى عام 1962 «نوعا من الإستغلال الأجنبي الذي وجب مقاومته»، ولكن اللغة الفرنسية«ساهمت بكونها أداة لزيادة وعي الشعب ودعمه لتلك المقاومة» لأنها نقلت قيم الحرية والمساواة والإخاء العالمية إلى الجزائر. وقد عاش حوالي مليون متحدث بالفرنسية في الجزائر أثناء فترة الإستعمار، طور خلالها المستوطنون الأوروبيون لهجة مميزة. وقد كانت اللغة الفرنسية هي اللغة الأم لليهود الجزائريين. وفي عام 1963 كان هناك 1.300.000 شخص متعلم منهم مليون شخص يستطيعون قراءة الفرنسية، ومن إجمالي تعداد سكان الجزائر يوجد 6 ملايين شخص يتحدثون الفرنسية.
و في الستينيات من القرن الماضي، وبعد الاستقلال، بدأ الساسة الجزائريون في تنفيذ حملة التعريب لاستبدال اللغة الفرنسية باللغة العربية الفصحى. وفي الفترة من نهاية السبعينيات إلى بداية التسعينيات من القرن الماضي، كانت الحكومة الجزائرية تقوم بتدريس اللغة الفرنسية كلغة أجنبية أولى إجباريا لطلاب الصف الرابع من المرحلة الابتدائية. وفي سبتمبر من عام 1993 قامت وزارة التعليم الإبتدائي والثانوي بجعل اللغتين الإنجليزية والفرنسية اختياريتن، حيث يقوم الطلاب باختيار إحداهما كلغة أجنبية أولى يرغب في دراستها، وقد قام أغلبية الطلاب باختيار اللغة الفرنسية. ويقول المعارضون لثنائية اللغة العربية ـ الفرنسية في الجزائر أن اللغة الفرنسية هي لغة المستعمر.
و يضيف ابن رباح «من وجهة النظر الكمية فإن الجزائر اليوم هي ثاني أكبر مجتمع متحدث بالفرنسية في العالم» وأن "التعريب، تلك السياسة اللغوية التي استخدمت لإزاحة اللغة الفرنسية بالكامل، قد فشلت". ففي عام 1990 كان هناك 6.650.000 شخص يتحدثون بالفرنسية، منهم 150.000 شخص ضمن المستوى الأول و6.500.000 ضمن المستوى الثاني. وفي عام 1993 كان هناك 49% من 27.3 مليون فرد يتحدثون الفرنسية، في الوقت الذي أشارت فيه استطلاعات الرأي إلى أن 67% من الجزائريين سيتحدثون الفرنسية بحلول عام 2003. وقد أجرى معهد العباسة استطلاعا للرأي على 1400 أسرة جزائرية في أفريل عام 2000 عن استخدامهم للغة، وكانت النتيجة أن 60 % منهم يتحدثون و/ أو يفهمون اللغة الفرنسية. وقد استخدم المعهد تلك النتيجة لتمثل 14 مليون جزائري في عمر السادسة عشر أو أكبر. يضيف ابن رباح أن تلك الاستطلاعات تؤكد الإتجاه نحو زيادة انتشار اللغة الفرنسية في الجزائر.
و تقول معامري أن في عام 2009 ومع انتشار القنوات الفضائية التي تحمل برامج ترفيهية فرانكوفونية فإن اللغة «تشهد إعادة إحياء». وتضيف معامري «مع مرور السنوات تراجعت الحكومة وإعادة تقديم اللغة الفرنسية».
«من وجهة النظر الكمية، فإن الجزائر اليوم هي ثاني أكبر مجتمع متحدث بالفرنسية» على حد تعبير بن رباح.

### اللغة الإنجليزية
نظرا لمكانة اللغة الإنجليزية كلغة تواصل عالمية فإنه يتم تدريسها بداية من السنة الأولى للمرحلة التعليمية المتوسطة. وبالرغم من ذلك فإن عدد قليل جدا من الجزائريين يتحدثون بها أغلبهم من الشباب.
و تقوم الحكومة الجزائرية بتدريس اللغة الإنجليزية إلزاميا كلغة أجنبية ثانية لطلاب الصف الرابع من المرحلة المتوسطة منذ نهاية السبعينيات من القرن الماضي. وفي سبتمبر من عام 1993 قامت وزارة التعليم الإبتدائي والثانوي بجعل اللغتين الإنجليزية والفرنسية اختياريتن، ويقوم الطلاب باختيار إحداهما كلغة أجنبية أولى يرغب في دراستها. وتقول وزارة التربية والتعليم أنه قد تم التشجيع على دراسة الإنجليزية لأنها «لغة المعرفة العلمية».
وفي الفترة من 1993 و1997، ومن بين 2 مليون طفل في المرحلة التعليمية، نسبة من اختار دراسة الإنجليزية تقع بين 0.33% و1.28%، النتيجة الإحصائية التي وصفها محمد بن رباح «الضئيلة».

### لغات جنوب الصحراء الكبرى الأفريقية
اللغة البلبالية الموجودة في واحة تبلبالة بالصحراء الكبرى هي إحدى أشكال لغة السوناي المتأثرة باللغة الأمازيغية والتي تستخدم بشكل واسع بالجنوب بالقرب من النيجر. والداوساك هي لغة شمالية أخرى تنتمي لمجموعة سوناي وتستخدم في مناطق بأقصى الجنوب، وينتشر المتحدثون بها من البدو بطول مساحة واسعة في شمال مالي.
كما يوجد بضعة آلاف من متحدثي اللغة الهوسية في الجنوب.

### لغة الإشارة
يستخدم الصم لغة الأشارة، كما تستخدم أحيانا في التليفزيون الوطني الجزائري.

## لغات استخدمت من قبل

### الفينيقية
تم استقدام اللغة الفينيقية إلى الجزائر، خصوصا في شكلها البونيقي الذي استخدم في شمال أفريقيا، على يد النفوذ القرطاجي، فقد كانت لغة ذات أثر على المنطقة حيث تعلمها القديس أوغسطينوس واقتبس منها بعض العبارات. وبالرغم من ذلك فقد فقدت تلك اللغة مكانتها لصالح اللغة اللاتينية ولم يتبقَ منها شيء سوى بعض أسماء للأماكن.

### اللاتينية
كانت اللغة اللاتينية هي لغة الأحتلال الروماني (روما القديمة) وكانت تستخدم على نطاق واسع في المدن الساحلية، ويشهد أوغسطين أن اللغة اللاتينية كانت تسحب البساط من تحت أقدام اللغة البونيقية. ومع ذلك فقد انحسرت اللاتينية لصالح اللغة العربية والأمازيغية بعد الفتح الأموي تاركة بعض الألفاظ الدخيلة في كل من اللغتين.

### التركية العثمانية
جلب الحكم العثماني الأقلية المهيمنة التركية (حكم النخبة) إلى الجزائر بعد القرن السادس عشر وتمركزوا في المدن الكبيرة. ولفترة كانت اللغة التركية العثمانية لغة حكومية أساسية. ومع ذلك، وبمرور الوقت تم استيعاب الأتراك تدريجيا وأصبحت العائلات المنحدرة من أصول تركية، والتي لا تزال تعيش في الجزائر، لا تتحدث تلك اللغة.

### لغات أخرى
- اللغة الإسبانية اليهودية: كان يتحدث بها بعض الجزائريين اليهود، خصوصا حول مدينة وهران، وكانت تستخدم بلهجة تطواني، ولكن معظمها استبدل إلى الفرنسية خلال فترة الإستعمار.
- الكلمات الدخيلة من لغات حوض البحر المتوسط: وهي مزيج من العديد من لغات البحر المتوسط، وكانت بداية انتشارها كوسيلة تواصل مع الأجانب في الموانئ بما فيهم عبيد السجون والخونة الأوربيون الذين انضموا إلى الجهاد البحرى الإسلامي (القرصنة البربرية). وبعد عام 1830 بدأت تختفي تلك اللغة وحلت محلها اللغة الفرنسية.
- اللغة الإسبانية لها تاريخ طويل في وهران والتي احتلها الأسبان في الفترة من 1509 إلى 1790، وقد تركت بعض الأثر في لهجة تلك المدينة. كما تحدث بها ذوو الأقدام السوداء النازحين من سواحل الإسبانية للبحر المتوسط. ويتحدث بالإسبانية الصحراويين الذين يعيشون في مخيمات اللاجئين في منطقة تندوف.

## لغات مستخدمة في الحكومة والتعليم الجزائري

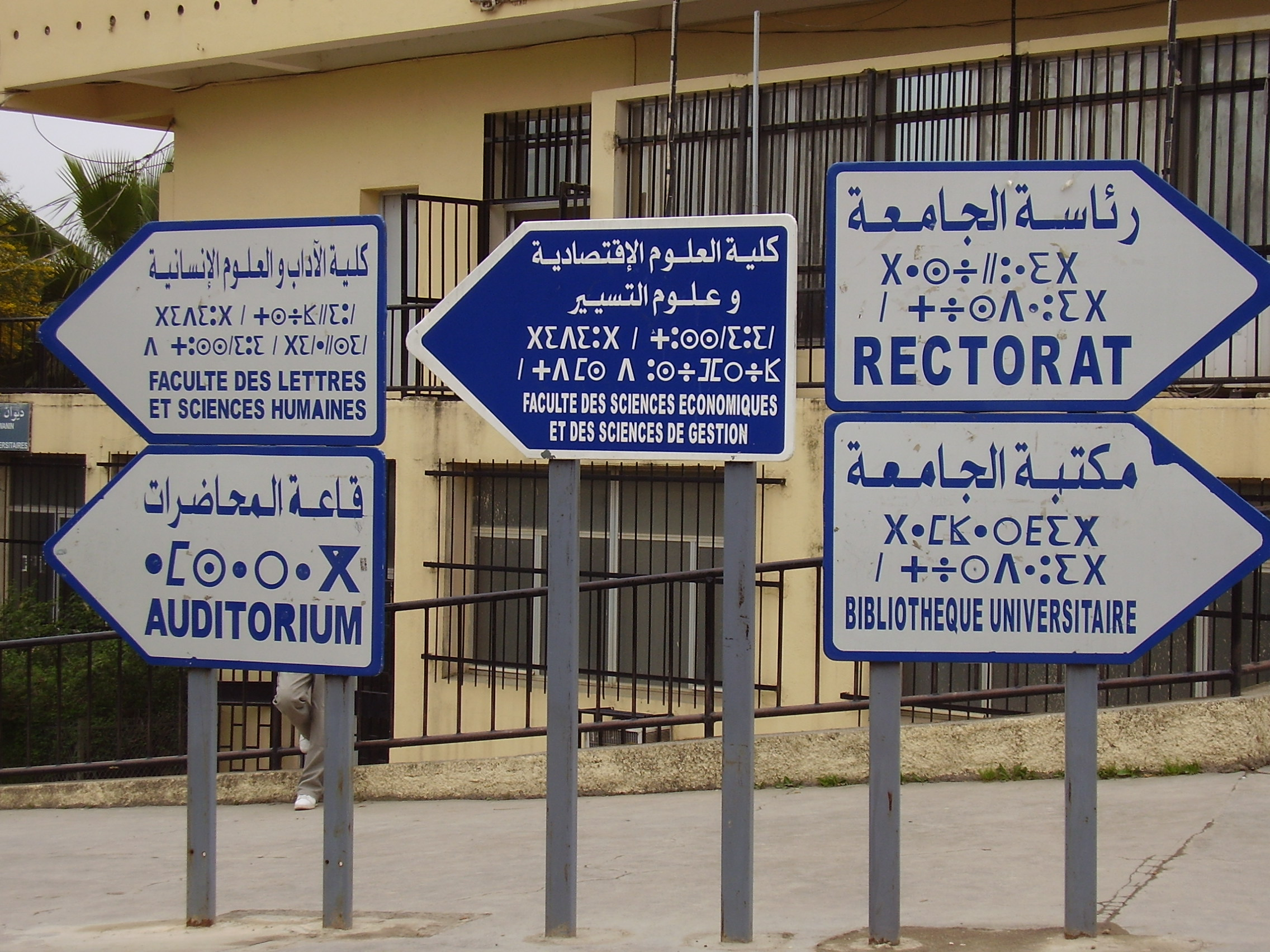
لافتات مكتوبة بثلاث لغات بجامعة مولود معمري ـ تيزي وزو

يقول محمد بن رباح «بحلول عام 2007 كانت عملية التعريب قد اكتملت أو أوشكت على الكمال» في كل من وزارة العدل ووزارة الشؤون الدينية، ومكاتب التسجيل في المباني الإدارية الجزائرية. ويضيف بن رباح بأن عملية التعريب قد أثرت على التعليم ولكن «بدرجة أقل». وكانت الوثائق الرسمية للوزارات التي لم تتأثر بشكل كامل أو جزئي بعملية التعريب تكتب باللغة الفرنسية، ويتم منح نسخة مترجمة إلى العربية عند الحاجة. يضيف بن رباح أنه بحلول عام 2007 «تقلص استخدام اللغة الفرنسية في عدد من المجالات العليا منذ العهد الإستعماري عندما شغلت اللغة مواقع غير هامة في الإعلام والتعليم والحكومة والإدارة».
في حدود عام 1997 أصدرت الحكومة الجزائرية قوانين تمنع الموظفين من التحدث علانية بأي لغة غير العربية، ودعى القانون بفرض غرامة على الموظفين الذين يصدرون وثائق حكومية بغير اللغة العربية. كما أمرت الحكومة بإصدار جميع الكتب وإلقاء المحاضرات بالعربية وتدريج المحاضرات الفرنسية، وأمرت أن يكون البث التلفزيوني باللغة العربية. وفي عام 1997 قال وزير التربية الوطنية سليمان الشيخ أن اللغة الفرنسية تحتاج إلى التدريج لأنها تمنع اللغة العربية من الظهور ولأنها تقود الجزائريين بعيدا عن اللغة الإنجليزية، لغة التجارة العالمية والكمبيوتر والعلوم.
يقول بن رباح أنه بداية من عام 1962 بدأ الانتقال من اللغة الفرنسية إلى اللغة العربية الأدبية في النظام التعليمي، وبحلول عام 2007 بدأ التعريب يؤثر في التعليم الابتدائي والثانوي، بينما ظل التعليم الجامعي الفرنسي دليل على المستوى الاجتماعي الراقي، وما زالت الفرنسية هي اللغة المستخدمة في الدراسات العلمية.

## وصلات خارجية
- Langues d'Algérie
- * PanAfriL10n page on Algeria